# Grylloblattodea
Los grilloblatodeos (Grylloblattodea) son un pequeño suborden de insectos del orden Notoptera, extremófilos y ápteros que viven en zonas frías de alta montaña, con una sola familia, Grylloblattidae con 5 géneros con 25 especies.
Su apariencia dejó perplejos a los científicos que los descubrieron, como pone de manifiesto el nombre dado a la primera especie descrita, Grylloblatta campodeiformis, que significa "aspecto de cucaracha (Blatta), grillo y Campodea" (una clase de insectos con dos largas colas). Muchos son nocturnos y parece que comen detritos. Tienen largas antenas (de 23-45 segmentos) y largos cercos (5-8 segmentos), pero no alas. Sus parientes vivos más cercanos son los Phasmatodea y el suborden descubierto en 2002, Mantophasmatodea (Cameron et al., 2006).